# Голубев, Валерий Александрович
Вале́рий Алекса́ндрович Го́лубев (род. 14 июня 1952 года, Ленинград) — российский политик (член Совета Федерации Федерального собрания Российской Федерации с 23 апреля 2002 по 25 февраля 2003 года), заместитель председателя правления ОАО «Газпром» (с ноября 2006 по февраль 2019 года), доктор экономических наук.

## Биография
Родился 14 июня 1952 года в Ленинграде в семье офицера военно-морского флота. До 1961 года жил в Керчи по месту службы отца.

### Образование и карьера

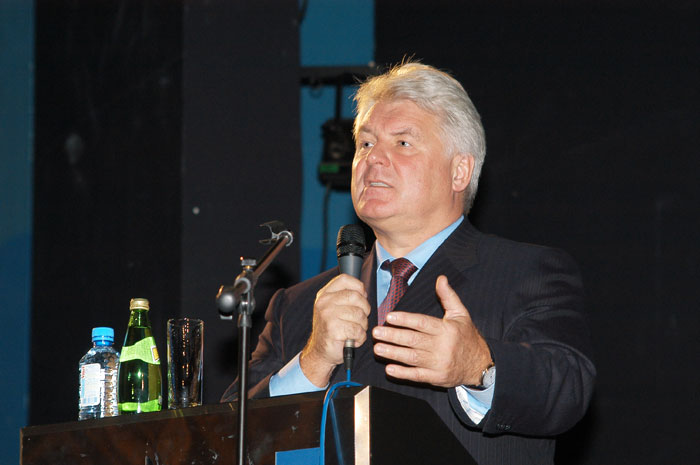
Выступление в отеле «Рэдиссон Славянская»

После окончания в 1975 году Ленинградского электротехнического института им. В. И. Ульянова (Ленина) работал в ЦНИИ судовой электротехники и автоматики с 1976 по 1979 год.
В 1979 году был призван на службу в органы КГБ СССР. Окончил Высшие курсы КГБ в Минске.
В 1991 году перешёл на работу в Администрацию Санкт-Петербурга. Работал начальником секретариата мэрии, главой Администрации Василеостровского района, председателем комитета по туризму.
Окончил Академию народного хозяйства при Правительстве Российской Федерации в 1996 году, защитил диссертацию «Стратегическое управление научно-техническим и социально-экономическим развитием района города» в 1997 году и получил ученую степень кандидата экономических наук.
В апреле 2002 года был избран Законодательным собранием Ленинградской области представителем в Совете Федерации Федерального собрания РФ.
В феврале 2003 года назначен генеральным директором ООО «Газкомплектимпэкс» и является членом правления ОАО «Газпром».
В декабре 2005 года на заседании совета директоров ЗАО «Газпромстройинжиниринг» был избран председателем совета директоров компании.
С марта 2005 года — начальник Департамента инвестиций и строительства, генеральный директор ООО «Газкомплектимпэкс», член правления ОАО «Газпром».
С ноября 2006 по февраль 2019 года — заместитель Председателя Правления ОАО «Газпром». 9 октября 2007 года защитил докторскую диссертацию «Стратегическое управление развитием ОАО „Газпром“: концепция и ключевые факторы успеха бизнеса» (официальные оппоненты Л. П. Гужновский, Ю. К. Шафраник, Ю. В. Яковец).
С декабря 2018 года — председатель Совета Национальной газомоторной ассоциации.
В 2019 году Голубев, его жена и пасынок стали фигурантами антикоррупционных расследований газеты «Коммерсантъ» и независимых расследователей. Согласно опубликованной информации, родственники Голубева зарабатывали на поставках Газпрому, в частности, труб большого диаметра и турбин для магистральных трубопроводов, что могло быть нарушением принципа незаинтересованности сторон.
В 2024 году Голубев признан судом банкротом по его собственному заявлению. Сумма исковых требований к Голубеву превышает 700 млн рублей, информация о кредиторах не раскрывается. Рассмотрение отчёта о реализации имущества Арбитражный суд Петербурга проведет 4 июля 2024 года.

## Семья
Женат, имеет двоих детей.

## Награды
- Орден Почёта (8 сентября 2009 года, Молдавия) — в знак признания заслуг в установлении и развитии взаимовыгодных связей между газовыми комплексами Российской Федерации и Республики Молдова[9].
- Орден Дружбы (Южная Осетия)[10].
- Крест Президента Словацкой Республики II степени (31 мая 2003 года, Словакия)[11].